# Szamilkała
Szamilkała – osiedle typu miejskiego w Rosji, w Dagestanie. W 2010 roku liczyło 4886 mieszkańców.